# Pauline Cushman

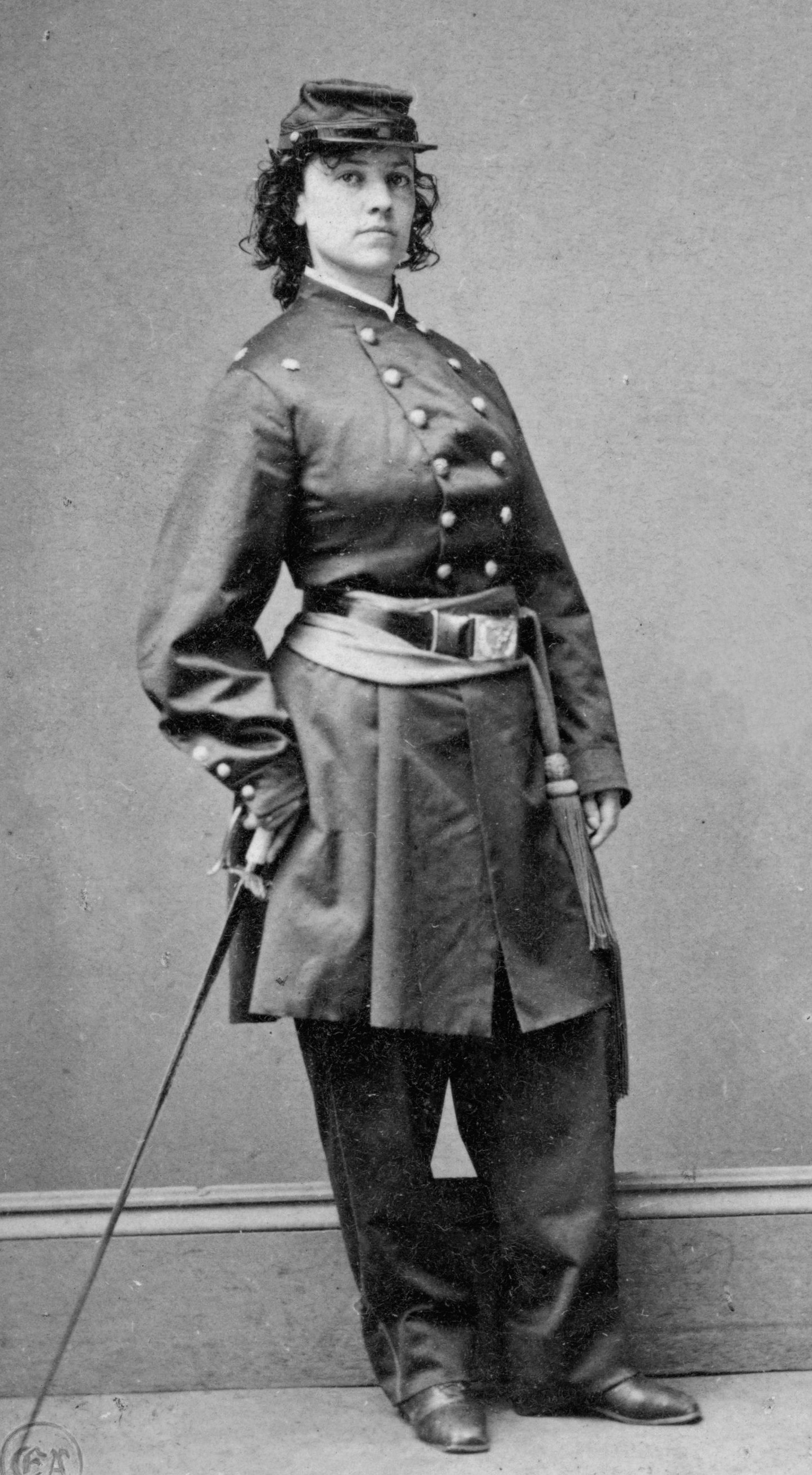
Pauline Cushman

Pauline Cushman född som Harriet Wood 10 juni 1833 i New Orleans i Louisiana, död 2 december 1897 i San Francisco i Kalifornien, var en amerikansk skådespelare. Hon var också verksam som spion under det amerikanska inbördeskriget. 